# Althepus javanensis
Althepus javanensis is een spinnensoort uit de familie Psilodercidae. De soort komt voor in Java.